# 费利克斯·穆恩塔里
费利克斯·穆恩塔里（Felix Mnthali，1933年生于南罗德西亚）是马拉维诗人、小说家及剧作家。他毕业于现莱索托国立大学，代表作包括诗集《当夕阳降临萨皮图瓦》（1980年）和小说《我亲爱的周年纪念》（1992年）。其作品亦收录于1984年版《企鹅现代非洲诗歌选集》。在诗歌《英国文学的桎梏》中，他将英国文学传统——尤其是简·奥斯汀——与奴隶贸易及殖民帝国主义相联系。
穆恩塔里曾担任博茨瓦纳大学教授长达28年，直至2010年退休。